# Крутоберегово
Крутоберегово  (рос. Крутоберегово) — село у Усть-Камчатському районі Камчатського краю Російської Федерації.
Населення становить 308 (2010) осіб. Входить до складу муніципального утворення Усть-Камчатське сільське поселення.

## Історія
До 1 червня 2007 року у складі Камчатської області, відтак у складі Камчатського краю. Згідно із законом від 2 грудня 2004 року органом місцевого самоврядування є Усть-Камчатське сільське поселення.

## Населення
| 1924 | 1936 | 1979 | 1993 | 1994 | 2002  | 2010 |
| ---- | ---- | ---- | ---- | ---- | ----- | ---- |
| 37   | ↗198 | ↗746 | ↘700 | ↘666 | ↗1001 | ↘308 |